# Higgs-Boson
Das Higgs-Boson oder Higgs-Teilchen ist ein nach dem britischen Physiker Peter W. Higgs benanntes Elementarteilchen aus dem Standardmodell der Elementarteilchenphysik. Es ist elektrisch neutral, hat Spin 0 und zerfällt nach sehr kurzer Zeit.
Das Higgs-Teilchen gehört zum Higgs-Mechanismus, einer schon in den 1960er Jahren vorgeschlagenen Theorie, nach der außer dem Higgs-Boson selbst alle Elementarteilchen (beispielsweise das Elektron) ihre Masse erst durch die Wechselwirkung mit dem allgegenwärtigen Higgs-Feld erhalten.
Für den experimentellen Nachweis des Higgs-Bosons sind Teilchenbeschleuniger mit ausreichender Energie und Luminosität nötig, weshalb der Nachweis erst fünf Jahrzehnte später gelang. Im Juli 2012 publizierte das Beschleunigerzentrum CERN den Nachweis eines am Large Hadron Collider erzeugten Teilchens, bei dem es sich um das Higgs-Boson handeln könnte. Diese Vermutung wurde durch weitere Daten bekräftigt, die experimentelle Bestätigung gilt seitdem als gesichert. François Englert und Peter Higgs wurde für die theoretische Entwicklung des Higgs-Mechanismus der Nobelpreis für Physik 2013 zuerkannt. Die international koordinierte Auswertung der entstehenden Messdaten wird sich noch über Jahre hinaus fortsetzen, um das ganze Bild weiter zu testen und gegebenenfalls zu verfeinern.

## Higgs-Teilchen im Standardmodell

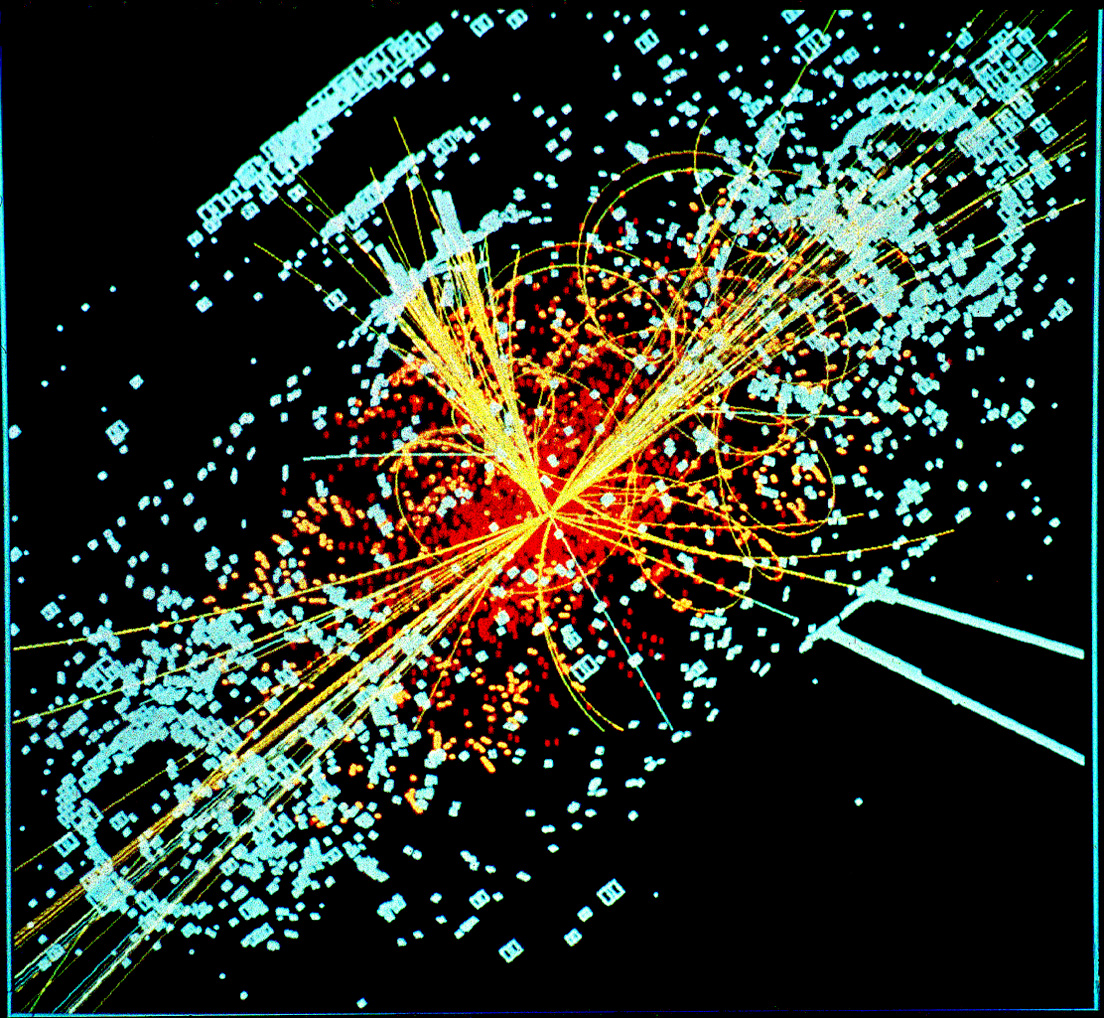
Simulation des Zerfalls eines Higgs-Teilchens am CMS-Detektor

Die Bausteine des Standardmodells der Teilchenphysik lassen sich in vier Gruppen aufteilen: die Quarks (die Grundbausteine der Atomkerne), die Leptonen (z. B. das Elektron), die Eichbosonen (die die Wechselwirkungen zwischen Teilchen vermitteln) und das Higgs-Feld.
Durch die zweite Quantisierung wird in der Physik der anschauliche Gegensatz zwischen Teilchen und Wellen aufgehoben, ein Teilchen wird als angeregter Zustand des entsprechenden Quantenfeldes dargestellt. Demnach entspricht das Higgs-Boson einer quantenmechanischen Anregung des Higgs-Feldes, die sich als nachweisbares Teilchen äußert.
Bildhaft ausgedrückt entspricht das Higgs-Feld einer Violin- oder Gitarrensaite als schwingungsfähigem System mit Grundzustand und Vibrationen. In diesem Bild entspricht das Higgs-Boson dem Vibrationsmuster der Saite, die durch bestimmte Energiezufuhr in charakteristische Schwingung versetzt und damit angeregt wurde. Dies ist bei einer Saite als Ton einer bestimmten Tonhöhe hörbar. Genau dieses „In-Schwingung-Bringen der Saite“ geschieht aufgrund der erforderlichen sehr hohen Energien erst bei Kollisionen in Hochenergie-Teilchenbeschleunigern. Mit dem Nachweis des Higgs-Bosons wurde auch der Nachweis für das zugrunde liegende Higgs-Feld erbracht.

### Higgs-Mechanismus
Das Higgs-Boson ist für die Teilchenphysik vor allem deshalb so wichtig, weil seine Existenz vom Higgs-Mechanismus, einem festen Bestandteil des Standardmodells, vorhergesagt wird.
Die für das Standardmodell grundlegende Eichtheorie erfordert aus mathematischen Gründen, dass die Eichbosonen, die die Wechselwirkungen zwischen anderen Teilchen hervorbringen, selbst Teilchen ohne Masse sind. Das ist beim Eichboson der elektromagnetischen Wechselwirkung, dem Photon, und bei den Eichbosonen der starken Wechselwirkung, den Gluonen, wirklich gegeben, bei den Eichbosonen der schwachen Wechselwirkung, den W- und Z-Bosonen, aber nicht. Diese haben eine verhältnismäßig große Masse, welche die kurze Reichweite verursacht, die die „schwache Wechselwirkung“ im Verhältnis zur elektromagnetischen Wechselwirkung so schwach erscheinen lässt.
Der Higgs-Mechanismus zeigt, dass die in der ursprünglichen Gleichung der Theorie masselosen W- und Z-Bosonen in allen weiteren Gleichungen so erscheinen können wie Teilchen mit einer bestimmten Masse. Dazu muss man sie mit einem weiteren physikalischen Feld in Wechselwirkung treten lassen, dem eigens hierfür eingeführten Higgs-Feld. Die elementaren Anregungen des Higgs-Felds sind die Higgs-Bosonen. So ermöglicht der Higgs-Mechanismus, eine grundlegende Eichtheorie aufzustellen, in der die elektromagnetische und die schwache Wechselwirkung zur elektroschwachen Wechselwirkung vereinheitlicht sind. Durch ihre Wechselwirkung mit dem Higgs-Feld werden dann auch die Massen der fermionischen Elementarteilchen (Quarks und Leptonen) erklärt.
Die Masse der Elementarteilchen, eine früher als ursprünglich angesehene Eigenschaft, wird somit als Folge einer neuen Art Wechselwirkung gedeutet. Nur der Ursprung der Higgs-Masse selbst entzieht sich dieser Deutung; er bleibt weiter ungeklärt.

### Experimenteller Nachweis
Das Higgs-Boson hat nach den bisherigen Ergebnissen im Vergleich mit den meisten anderen Elementarteilchen eine sehr große Masse von etwa 125 GeV/c2, das entspricht etwa zwei Eisenatomen (zum Vergleich: Das Z-Boson hat die Masse 91 GeV/c2, das Myon 106 MeV/c2, das Elektron 511 keV/c2, das Elektron-Neutrino weniger als 1,1 eV/c2).
Um die zur Erzeugung benötigte Schwerpunktsenergie aufzubringen, werden große Teilchenbeschleuniger verwendet. Wegen seiner kurzen Lebensdauer von zirka 10−22 s zerfällt das Higgs-Boson praktisch am Ort des Entstehens in andere Elementarteilchen, bevorzugt in die mit der größtmöglichen Masse. In den Experimenten werden diese Zerfallsprodukte und ihre Eigenschaften gemessen und die Messwerte verglichen mit Computersimulationen des Experiments ohne und mit Higgs-Boson.
Insbesondere durchsucht man die in Frage kommenden Kombinationen von Zerfallsprodukten daraufhin, ob eine bestimmte invariante Masse mit größerer Häufigkeit auftritt, als aufgrund bekannter anderer Reaktionen zu erwarten wäre.
Da auch statistische Schwankungen ein solches Signal vortäuschen können, wird von der Entdeckung eines neuen Teilchens ganz allgemein erst dann gesprochen, wenn im Vergleich dazu ein Zufall im Mittel 3,5 Millionen oder mehr Versuche bräuchte, um (zufälligerweise!) ein derart signifikantes Ereignis zustande zu bringen (man spricht von einer Signifikanz von mindestens 5 σ). Das entspricht etwa der Häufigkeit, beim 22-maligen Werfen einer fairen zweiseitigen Münze 22-mal „Zahl“ zu erhalten.

### Higgs-Boson und die Ursache von Masse
In vereinfachten Darstellungen wird häufig das Higgs-Boson pauschal als Ursache von Masse dargestellt. Dies ist aus mehreren Gründen falsch bzw. unpräzise:
- Zum einen ist es das Higgs-Feld, das überall mit gleicher Stärke vorhanden ist und mit den Elementarteilchen des Standardmodells eine Wechselwirkung hat, durch die sie sich so verhalten, als hätten sie eine bestimmte, unveränderliche Masse; ausgenommen sind die Photonen und Gluonen, weil sie keine Wechselwirkung mit dem Higgs-Feld haben.
- Weiter wird die Masse des Higgs-Bosons selbst nicht erst aus einer Wechselwirkung mit dem Higgs-Feld erklärt, sondern im Standardmodell als eine Voraussetzung angenommen, um den Higgs-Mechanismus überhaupt erst zu ermöglichen.
- Die durch das Higgs-Feld entstandenen Massenwerte der Teilchen tragen nur ca. 1 % zur wägbaren Masse der gewöhnlichen Materie bei, denn diese beruht nach der Äquivalenz von Masse und Energie auch auf sämtlichen Wechselwirkungen ihrer Bestandteile. Daher gehen über 99 % der wägbaren Masse der gewöhnlichen Materie allein aus der starken Bindung zwischen den Quarks in den Nukleonen der Atomkerne hervor. Im Feld dieser starken Wechselwirkung treten kurzzeitig virtuelle Quark-Antiquark-Paare auf, die als Seequarks bezeichnet werden und maßgeblich zur gesamten Masse der Protonen und Neutronen beitragen.[9][10] Die durch das Higgs-Feld erzeugten Massen der Quarks und der Elektronen tragen nur das restliche ca. 1 % bei.

## Geschichte

### Entwicklung der Theorie

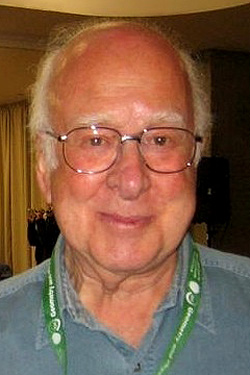
Peter Higgs (2009)

1964 entwickelten Peter Higgs und zwei Forscherteams – einerseits François Englert und Robert Brout, andererseits Gerald Guralnik, Carl R. Hagen und T. W. B. Kibble – unabhängig voneinander und ungefähr gleichzeitig denselben formalen Mechanismus, durch den zunächst masselose Elementarteilchen in Wechselwirkung mit einem Hintergrundfeld (dem „Higgs-Feld“) massiv werden. Obwohl alle drei Arbeiten hintereinander in ein und derselben Ausgabe der Fachzeitschrift Physical Review Letters erschienen, wobei Englert und Brout ihr Manuskript etwas eher eingereicht hatten, sodass ihre Veröffentlichung vor denjenigen der anderen Autoren platziert wurde, benannte man das Feld und sein Teilchen (das Feldquant) allein nach Higgs. Er war der einzige, der explizit von einem neuen Teilchen gesprochen hatte.
Der Higgs-Mechanismus wurde ursprünglich in Analogie zur Festkörperphysik entwickelt und dabei nur für abelsche Eichtheorien formuliert. Nachdem er 1967 von T. W. B. Kibble auf nichtabelsche Eichtheorien (Yang-Mills-Theorien) übertragen worden war, konnte der Mechanismus auf die schwache Wechselwirkung angewendet werden. Das führte zur Vorhersage der – experimentell 1983 bestätigten – großen Masse der für die schwache Wechselwirkung verantwortlichen W- und Z-Bosonen.
In zwei unabhängigen Arbeiten wandten Steven Weinberg 1967 und Abdus Salam 1968 den Higgs-Mechanismus auf die elektroschwache Theorie von Sheldon Lee Glashow an und schufen damit das Standardmodell der Teilchenphysik, wofür alle drei 1979 den Nobelpreis für Physik erhielten.
Die in populären Darstellungen, aber nur selten in der seriösen Wissenschaft verwendete Bezeichnung „Gottesteilchen“ stammt von dem Verlag, in dem der Nobelpreisträger Leon Max Lederman sein Buch The goddamn particle („Das gottverdammte Teilchen“) veröffentlichen wollte. Der Verleger zwang ihn, den Titel in The God Particle: If the Universe Is the Answer, What Is the Question? („Das Gottesteilchen: Wenn das Universum die Antwort ist, was ist die Frage?“) abzuändern.
Peter Higgs selbst lehnte den Ausdruck Gottesteilchen ab, da er religiöse Menschen verletzen könne.

### Experimentelle Suche

#### Überblick

Erzeugungs- und Zerfallsprozesse (Auswahl)
Zwei Gluonen erzeugen je ein Top/Antitop-Quark-Paar, die zu einem Higgs-Boson kombinieren
Zwei Quarks emittieren W- oder Z-Bosonen, die zu einem Higgs-Boson kombinieren
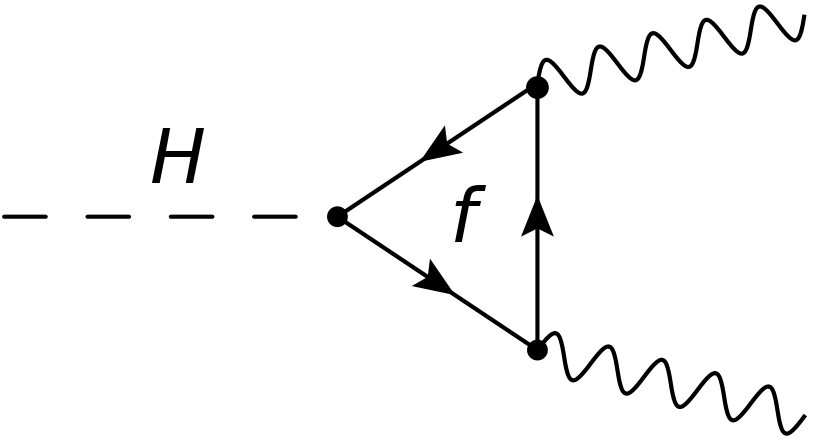
Der Zerfall eines Higgs-Bosons in zwei Photonen
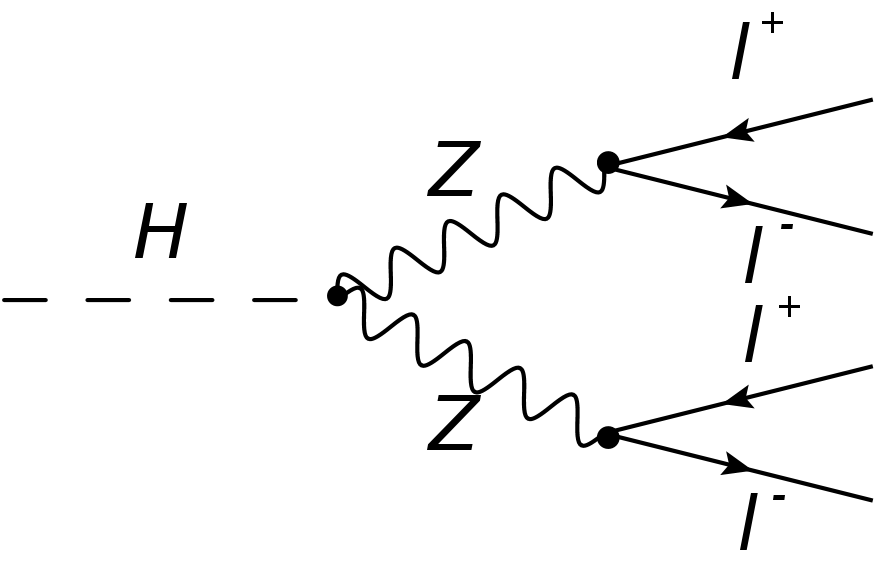
Der Zerfall eines Higgs-Bosons in vier elektrisch geladene Leptonen

Die obenstehenden Abbildungen zeigen in Form von Feynman-Diagrammen links zwei Mechanismen, die zur Produktion eines Higgs-Bosons am LHC beitragen. Rechts sind zwei mögliche Zerfallswege („Zerfallskanäle“) für Higgs-Bosonen dargestellt. Der Zerfall eines Higgs-Bosons in zwei Photonen führt dazu, dass in einem Beschleunigerexperiment gegenüber einem Modell ohne Higgs-Boson mehr Photonenpaare mit einer Schwerpunktsenergie oder invarianten Masse gleich der Masse des Higgs-Bosons erzeugt werden. Da das Higgs-Boson selbst nicht mit Photonen wechselwirkt, muss der Zerfall über intermediäre elektrisch geladene Teilchen (im obigen Diagramm über ein geladenes Fermion {\displaystyle f}) erfolgen. Der Zerfall eines Higgs-Bosons in vier elektrisch geladene Leptonen mittels intermediärer Z-Bosonen zählt zusammen mit dem Zerfall in zwei Photonen zu den wichtigen Entdeckungskanälen für das Higgs-Boson. Durch systematisches kombiniertes Suchen nach diesen Zerfällen konnten an zwei unabhängigen Detektoren des LHC deutliche Hinweise auf die Existenz eines entsprechenden Teilchens gefunden werden. Die lokale Signifikanz beträgt hierbei 5,9 σ, was einen Irrtum bei der Entdeckung weitestgehend ausschließt.

#### Resultate
Da sich viele spezielle Eigenschaften einer solchen elektroschwachen Wechselwirkung experimentell sehr gut bestätigt haben, gilt das Standardmodell mit einem Higgs-Teilchen als plausibel. Bereits 1977 wurde die theoretische Höchstmasse des Higgs-Teilchens von Lee, Quigg und Thacker mit einem TeV/c2 abgeschätzt.
Nach Experimenten mit anderen Teilchen sollte die Masse des Higgs-Bosons, sofern es existiert, höchstens 200 GeV/c2 sein. (Zum Vergleich: Proton und Neutron haben je rund 1 GeV/c2.) Wäre in diesem Bereich kein Higgs-Teilchen gefunden worden, sagten einige Theorien ein Higgs-Multiplett vorher, das auch bei höheren Energien realisiert sein könnte.
Bereits 2003 konnten Datenauswertungen am LEP am CERN 114,4 GeV/c2 als Untergrenze für die Masse ermitteln.
Zusätzlich konnte bei Messungen der CDF- und D0-Experimente (2010) am Tevatron von Fermilab der Bereich 156–175 GeV/c2 ausgeschlossen werden.
Im Dezember 2011 und Februar 2012 wurden vorläufige Berichte der Experimente am LHC des CERN veröffentlicht, wonach die Existenz eines Standardmodell-Higgs-Bosons in verschiedenen Massenbereichen mit hohen Konfidenzniveaus ausgeschlossen werden konnte. Hierbei wurden Daten aus 2011 von Teilchenkollisionen bei einer Schwerpunktsenergie von ungefähr 7 TeV ausgewertet. Gemäß diesen Resultaten liegt die Masse des Higgs-Bosons, falls es existieren sollte, im Bereich von 116 bis 130 GeV/c2 (ATLAS) bzw. 115 bis 127 GeV/c2 (CMS).
Dabei konnten erste Anzeichen für die Existenz des Teilchens gewonnen werden. Bei diesen Detektionen wurde eine Masse von 124 bis 126 GeV/c2 mit einer lokalen Signifikanz von über 3 σ gemessen.
Für die Anerkennung als wissenschaftliche Entdeckung in der Teilchenphysik sind allerdings mindestens 5 σ erforderlich. Im Juli ergab eine weitere Analyse der 2011-Daten durch ATLAS eine lokale Signifikanz von 2,9 σ bei ungefähr 126 GeV/c2.
Auch die CDF- und DØ-Gruppen des inzwischen stillgelegten Tevatron lieferten im März und Juli 2012 neue Datenauswertungen, die mögliche Hinweise auf das Higgs-Boson im Bereich 115–135 GeV/c2 enthielten, mit einer Signifikanz von 2,9 σ.
Am 4. Juli 2012 veröffentlichten die LHC-Experimente ATLAS und CMS Ergebnisse, wonach ein Teilchen mit einer Masse von 125–127 GeV/c2 gefunden wurde. Hierbei wurden zusätzlich Daten aus 2012 von Teilchenkollisionen bei einer Schwerpunktsenergie von ungefähr 8 TeV ausgewertet. Die lokale Signifikanz erreichte bei beiden Experimenten 5 σ, wobei die Einbeziehung weiterer Kanäle bei CMS die statistische Signifikanz des angegebenen Wertes leicht reduzierte (4,9 σ). Die Massen des neuen Teilchens ergaben sich zu ∼126,5 GeV/c2 (ATLAS), und 125,3 ± 0,6 GeV/c2 (CMS).
Am 31. Juli 2012 verbesserte ATLAS die Datenanalyse durch Einbeziehung eines weiteren Kanals und erhöhte so die Signifikanz auf 5,9 σ bei einer Masse von 126 ± 0,4 (stat) ± 0,4 (sys) GeV/c2. Ebenso erhöhte CMS die Signifikanz auf 5 σ bei einer Masse von 125,3 ± 0,4 (stat) ± 0,5 (sys) GeV/c2.
Um sicherzustellen, dass das gefundene Teilchen tatsächlich das Higgs-Boson des Standardmodells ist, mussten weitere Daten gewonnen und ausgewertet werden. Insbesondere musste für das gefundene Teilchen untersucht werden, mit welchen Häufigkeiten die verschiedenen möglichen Kombinationen anderer Teilchen auftreten, in die es zerfällt. Für das Higgs-Boson gilt nämlich eine spezifische Voraussage: Die Wahrscheinlichkeit, beim Zerfall ein Teilchen zu erzeugen, steigt proportional zum Quadrat der Masse des Teilchens. Im November 2012 wurden von der ATLAS- und der CMS-Kooperation Ergebnisse zu fünf verschiedenen Zerfallskanälen veröffentlicht (Zerfall in (1) zwei Gammaquanten, (2) vier Elektronen oder Myonen, (3) zwei Elektronen/Myonen und zwei Neutrinos, (4) zwei {\displaystyle \tau }-Leptonen oder (5) zwei Bottom-Quarks). Sie widersprechen den Voraussagen des Standardmodells nicht, waren aber noch mit zu großen Unsicherheitsbereichen behaftet, als dass eine endgültige Bestätigung gefolgert werden könnte.
Im März 2013 stellten ATLAS und CMS neue Analysen vor, die bestätigen, dass das neue Teilchen zu den Vorhersagen für das Higgs-Boson passt, auch Messungen in den Jahren 2015 und 2016 bestätigten dies.
Im Juli 2018 wurde bekannt gegeben, dass am CERN der lang gesuchte Zerfall des Higgs-Bosons in zwei Bottom-Quarks nachgewiesen wurde (ATLAS-Kollaboration, CMS). Die Trennung der Bottom-Quarks aus den Zerfällen des Higgs-Bosons vom Hintergrundrauschen (Entstehung von Bottom-Quarks aus anderen Quellen) war durch Fortschritte in der Datenauswertung mit Maschinenlernen möglich. Der Zerfall wurde mit einer Signifikanz von mehr als fünf Standardabweichungen entdeckt bei einer Analyse der Daten mehrerer Jahre bei 7, 8 und 13 TeV Kollisionsenergie. Bei der Entdeckung des Higgs-Bosons 2012 waren weniger häufige Zerfallskanäle wie der Zerfall in zwei Photonen beobachtet worden, und auch die Kopplung des Higgs-Bosons an die schwersten Fermionen (Tau-Lepton, Top-Quark) war schon beobachtet worden. Die vorläufigen Daten zur Zerfallsrate sind mit dem Standardmodell konsistent. Die Beobachtung wird als Erfolg für das inzwischen erreichte Verständnis der Higgs-Physik gewertet und zur Unterstützung des geplanten Upgrade des LHC zum High-Luminosity LHC angeführt.

## Higgs-Bosonen außerhalb des Standardmodells

### Supersymmetrie
Im minimalen supersymmetrischen Standardmodell (MSSM), einer Erweiterung des Standardmodells für die Supersymmetrie, gibt es fünf Higgs-Bosonen, drei „neutrale“ und zwei „geladene“ (die Begriffe „neutral“ bzw. „geladen“ sind dabei wie in der elektroschwachen Eichtheorie definiert):
| enthalten in …               | Masse       | Elektrische Ladung        | Elektrische Ladung                  | Symm.-Eigenschaft |
| ---------------------------- | ----------- | ------------------------- | ----------------------------------- | ----------------- |
| enthalten in …               | Masse       | neutral                   | geladen                             | Symm.-Eigenschaft |
| Standardmodell (Higgs-Boson) | rel. leicht | {\displaystyle h^{0}\!\,} | –                                   | skalar            |
| MSSM                         | schwer      | {\displaystyle H^{0}\!\,} | {\displaystyle H^{+}\!\,,H^{-}\!\,} | skalar            |
| MSSM                         | schwer      | {\displaystyle A^{0}\!\,} | –                                   | pseudoskalar      |

Das A-Teilchen ist ungerade bzgl. der CP-Symmetrie, d. h., es ist ein Pseudoskalar, während das h- und das H-Boson CP-gerade sind (Skalare). Außerdem koppelt das A-Teilchen nicht an die drei Eichbosonen W+, W− bzw. Z.
Das h-Boson hat abhängig vom benutzten Benchmark-Szenario eine theoretisch erlaubte Masse von maximal 133 GeV/c2 und gilt daher als besonders ähnlich zum Higgs-Boson des Standardmodells.
Zu diesen fünf Higgs-Bosonen werden in diesem Modell als Superpartner noch fünf weitere, sogenannte Higgsinos {\displaystyle {\tilde {H}}} postuliert.

### Zusammengesetzte Teilchen
Die Idee, dass das Higgs-Boson nicht elementar, sondern ein zusammengesetztes Teilchen ist, wird z. B. in Technicolor-Theorien behandelt. Hierbei wird angenommen, dass eine neue starke Wechselwirkung existiert und dass das Higgs-Boson ein Bindungszustand dieser Wechselwirkung ist. 2013 stellten dänische und belgische Wissenschaftler fest, dass die bisherigen Messungen auch mit Technicolor kompatibel seien.
Ein anderer Ansatz zur Erklärung der Teilchenmassen als Alternative zum Higgs-Mechanismus beruht auf der Annahme, auch die bisher als fundamental und punktförmig angenommenen Teilchen, Quarks und Leptonen, seien zusammengesetzt aus „Haplonen“ und ihre Masse sei das Äquivalent der Wechselwirkung zwischen den Haplonen. In diesem Bild ist auch das am CERN neu entdeckte Teilchen ein aus Haplonen zusammengesetztes Boson.

## Dokumentarfilme
- Der 2014 veröffentlichte Film Particle Fever – Die Jagd nach dem Higgs zeigt dokumentarisch die Erforschung des Higgs-Teilchens im Forschungszentrum CERN.